# Une vie sans fin
Une vie sans fin (The Woman Who Lived en VO, littéralement "La femme qui vécut") est le sixième épisode la neuvième saison de la seconde série de la série télévisée britannique de science-fiction Doctor Who, diffusée sur la BBC le 24 octobre 2015.

## Distribution
- Peter Capaldi : Le Docteur
- Jenna Coleman : Clara Oswald
- Maisie Williams : Ashildr - L'Abominable
- Rufus Hound : Sam Swift
- Elisabeth Hopper : Lucie Fanshawe
- John Voce : Mr Fanshaw
- Struan Rodger : Clayton
- Gruffudd Glyn : Piquier Lloyd Llywelyn
- Reuben Johnson : Piquier William Stout
- Ariyon Bakare : Leandro
- Gareth Berliner : Cocher
- Daniel Fearn : Badaud
- Karen Seacombe : Second Badaud
- John Hales : Bourreau
- Will Brown : Voix de l'Abominable

## Résumé
Le Docteur se pose en 1651, sans Clara qui est partie en excursion avec sa classe. Le Docteur est à la recherche d'une mystérieuse amulette, son détecteur l'amène vers un carrosse dont les occupants nobles sont alors en plein braquage par l'Abominable. Le cocher profite de la dispute entre le Docteur et le bandit pour fuir avec l'objet. Le brigand est déçu mais content de revoir le Docteur: il s'agit d'Ashildr. Le Docteur l’accompagne chez elle et découvre ce qu'a traversé la jeune viking immortelle : avec le temps, elle a oublié son nom, répondant au nom de « Moi », et possède de nombreux talents mais vit seule après avoir perdu de nombreux proches, dont ses enfants lors d'une épidémie de peste noire. Lasse, elle veut partir avec le Docteur mais il refuse.
Le Docteur accepte cependant de l'aider à récupérer l'amulette, l'Œil d'Hadès, en cambriolant la maison des nobles. Quand il veut savoir ce qu'Ashildr compte en faire, elle révèle son plan : l'utiliser pour ouvrir un portail vers une autre galaxie et partir avec son allié Leandro, un extraterrestre à tête de lion. L'amulette ne fonctionne que par un sacrifice et elle compte tuer son domestique âgé pour cela. Le Docteur parvient à empêcher cette mort et Ashildr fuit en apprenant que le rival de l'Abominable, Sam Swift, va être exécuté. Swift et le Docteur essaient de gagner du temps en distrayant la foule par quelques blagues mais Ashildr finit par activer le portail via Swift. Leandro révèle alors qu'il n'a jamais eu l’intention de partir mais d'envahir la Terre et le portail permet à sa race de commencer l’attaque. Pour refermer le portail, le Docteur rappelle à Ashildr qu'elle a une deuxième puce réparatrice. Elle l’utilise donc sur Swift, sa mort est empêchée et le portail se referme. Leandro est tué par les siens pour son échec.
Peu après, Ashildr demande au Docteur de l'emmener avec lui à nouveau. Il refuse encore, préférant qu'elle surveille Swift, qui est peut-être immortel, et expliquant qu'il préfère s'entourer de personnes mortelles pour se rappeler le cadeau de la vie. Ashildr décide alors de devenir la protectrice des humains victimes des faits d'armes du Docteur. De retour au TARDIS, Clara revient et montre au Docteur un selfie qu'elle a fait avec une élève, que le Docteur a emmené voir Winston Churchill pour un devoir. Le Docteur remarque alors qu'en arrière-plan, Ashildr les observe.

### Continuité
- Le Docteur explique à Ashildr que le Grand incendie de Londres va être causé par les Terileptils, ce qui est arrivé à la fin de l'épisode de 1982 The Visitation[1],[2]. Ce sont d'ailleurs les mêmes Terileptils qui avaient détruit dans cet épisode le premier tournevis sonique du Docteur.
- Le Docteur affirme qu'il est « contre le badinage » en référence à Robot des Bois où il critiquait l'attitude badine de Robin des bois et ses joyeux compagnons[2],[3].
- Quand le portail de l'œil d'Hadès s'ouvre, Le Docteur dit que le violet est la couleur de la mort. Dans l'épisode Drôle de mort (2005) le neuvième Docteur disait déjà que le violet était une couleur de mauvais augure.
- Quand le Docteur parle à Ashildr de l'immortalité, il mentionne le Capitaine Jack Harkness, devenu immortel à la fin de l'épisode À la croisée des chemins[4].
- Ce n'est pas la première fois que le Docteur rencontre des humanoïdes léonins (Warriors' Gate).